# Commit This to Memory
Commit This to Memory es el segundo álbum de estudio de la banda de pop punk Motion City Soundtrack. El álbum fue producido por el cantante y bajista de Blink-182 y +44 Mark Hoppus. Fue publicado por Epitaph Records el 7 de junio de 2005. Una edición deluxe del álbum fue publicada el 20 de junio de 2006, incluyendo una canción adicional y un DVD que contiene cinco videos musicales, un show en vivo y "Hooray for the Madness", un documental dirigido por Shane Nelson. El título del álbum viene de la letra de la canción "Hangman".

## Lista de canciones
1. "Atractive Today" - 1:42
2. "Everything is Allright" - 3:26
3. "When You're Around" - 2:51
4. "Resolution" - 3:48
5. "Feel Like Rain" - 3:34
6. "Make Out Kids" - 3:04
7. "Time Turned Fragile" - 4:15
8. "L.G. FUAD (Let's Get Fucked Up And Die)" - 3:06
9. "Better Open The Door" - 3:00
10. "Together We'll Ring In The New Year" - 2:13
11. "Hangman" - 2:51
12. "Hold Me Down" - 5:19
13. "Invisible Monsters" - 3:55 (Bonus track versión deluxe)[2]

## Reedición
La banda publicó una versión deluxe del álbum el año 2006.  La nueva versión incluía un bonus track anteriormente incluido en la versión Japonesa(Invisible Monsters) y un DVD extra con material inédito, incluyendo el documental "Hooray for the Madness" dirigido por Shane Nelson y una presentación en vivo desde 7th Street Entry en Minneapolis, Minnesota. Además incluía los cuatro videos musicales hechos hasta ese entonces por la banda: "My Favorite Accident," "The Future Freaks Me Out," "Everything is Alright," y "Hold Me Down". También se filmó un video para "L.G. FUAD" (Let's Get Fucked Up and Die) específicamente para esta edición.

## Créditos

### Banda
- Justin Pierre - Vocalista, guitarra.
- Joshua Cain - Guitarra, segunda voz.
- Jesse Johnson - Moog, teclado.
- Matthew Taylor - Bajo, percusión, piano, segunda voz.
- Tony Thaxton - Batería

### Músicos invitados
- Patrick Stump - voz en "Everything is Allright"
- Robb MacLean - Voz
- Patrick Carrie - Voz
- Mark Hoppus - Voz en "Hangman"

### Producción
- Mark Hoppus - Productor
- Tom Baker - Masterización
- Tom Lord-Alge - Mezcla
- Mark Trombino - Mezcla
- Ryan Hewitt - Productor, ingeniero